# Manta Open 2012
Il Manta Open 2012 è stato un torneo professionistico di tennis giocato sul cemento. È stata la 9ª edizione del torneo che fa parte dell'ATP Challenger Tour nell'ambito dell'ATP Challenger Tour 2012. Si è giocato a Manta in Ecuador dal 28 luglio al 5 agosto 2012.

## Partecipanti

### Teste di serie
| Nazionalità     | Giocatore              | Ranking* | Testa di serie |
| --------------- | ---------------------- | -------- | -------------- |
| Brasile         | João Souza             | 126      | 1              |
| Argentina       | Guido Pella            | 184      | 2              |
| Rep. Dominicana | Víctor Estrella Burgos | 193      | 3              |
| Argentina       | Guido Andreozzi        | 210      | 4              |
| Argentina       | Agustín Velotti        | 214      | 5              |
| Colombia        | Carlos Salamanca       | 220      | 6              |
| Colombia        | Júlio César Campozano  | 249      | 7              |
| Argentina       | Facundo Argüello       | 260      | 8              |

- Ranking al 23 luglio 2012.

### Altri partecipanti
Giocatori che hanno ricevuto una wild card:
- Galo Barrezueta
- Diego Hidalgo
- Roberto Quiroz
- João Souza

Giocatori passati dalle qualificazioni:
- Iván Endara
- Emilio Gómez
- Yuichi Ito
- Greg Ouellette

## Campioni

### Singolare
- Guido Pella ha battuto in finale  Maximiliano Estévez con il punteggio di 6–4, 7–5

### Doppio
- Duilio Beretta /  Renzo Olivo hanno battuto in finale  Víctor Estrella Burgos /  João Souza con il punteggio di 6–3, 6–0